# إسحاق بن إبراهيم المنجنيقي
أبو يعقوب إسحاق بن إبراهيم بن يونس البغدادي الوراق عُرف بالمنجنيقي لكونه كان يجلس بقرب منجنيق كان بجامع مصر. نزيل مصر وأحد رواة الحديث النبوي.
مولده بعد سنة عشر ومائتين. حدث عن: محمد بن بكار بن الريان، وعبد الأعلى بن حماد النرسي، وداود بن رشيد، وأبي إبراهيم الترجماني، وسويد بن سعيد، ومحمد بن عبد الملك بن أبي الشوارب، وكثير بن عبيد، وعمرو بن عثمان، وأحمد بن مطيع، وعبد الله بن مطيع، وابن أبي عمر العدني، وخلق كثير. حدث عنه: النسائي، وجعفر الخلدي، وأبو سعيد بن يونس، ومحمد بن علي التنيسي النقاش، وابن عدي، والطبراني، والحسن بن رشيق، والحسن بن خضر السيوطي، وأحمد بن محمد الخياش، وآخرون.
قال ابن عدي: «أخبرني بعض أصحابنا أن النسائي انتقى على أبي يعقوب المنجنيقي مسنده، فكان يمنع النسائي أن يجيء إليه، وكان يذهب إلى منزل النسائي حتى سمع منه النسائي ما انتقاه حسبة في ذلك. وكان شيخا صالحا، قال له النسائي يوما: يا أبا يعقوب لا تحدث عن سفيان بن وكيع، فقال: اختر لنفسك يا أبا عبد الرحمن ما شئت، وأنا فكل من كتبت عنه فإني أحدث عنه». قال النسائي: «هو صدوق». قال ابن عدي: «ثقة، كان في جامع مصر منجنيق يوقد فيه القوام ثريا، وكان هذا يجلس قريبا منه فنسب إليه». قال الدارقطني: «ثقة». قال ابن يونس: «صدوق، رجل صالح».

## وفاته
مات المنجنيقي سنة 304 هـ من شهر جمادى الآخرة.